# Hirandahalli, Bangalore South
Hirandahalli là một làng thuộc tehsil Bangalore South, huyện Bangalore Urban, bang Karnataka, Ấn Độ.